# United Keetoowah Band of Cherokee Indians

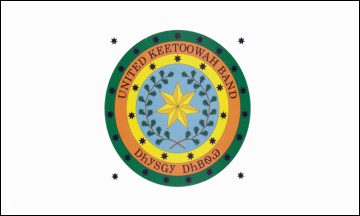
Vlag van de United Keetoowah Band of Cherokee Indians

De United Keetoowah Band of Cherokee Indians (UKB) is een door de federale overheid van de Verenigde Staten officieel erkende stam van de Cherokee, met hun hoofdkwartier in Tahlequah, Oklahoma.

## Etymologie
Het woord "Keetoowah" is de naam van een oeroude Cherokeestad in het oosten van het thuisland van de Cherokees, waar volgens cultureel en archeologisch bewijs alle Cherokees oorspronkelijk vandaan komen na de migratie en integratie van verschillende groepen uit de districten van de Grote Meren en het Ozark Plateau, 3000 jaar geleden. Er is ook bewijs in de moderne cultuur dat aangeeft dat uit de Keetoowah een oude priesterorde voortkwam, die de Ah-ni-ku-ta-ni heette, en die duizenden jaren lang een heersende religieuze klasse was onder de Cherokees.
Volgens Cherokee legendes verhuisden groepen Cherokees naar andere gebieden toen de populatie van de stad Keetoowah te groot werd, en richtten ze daar nieuwe Cherokeegemeenschappen en steden op. De inwoners van de stad Keetoowah noemden zichzelf "het Keetoowah volk". De resten van de oude stad zijn nog steeds te bezichtigen in het oosten van North Carolina. Keetoowah was een oude heuvelstad, en de heuvel is daar nog steeds te zien. Heuvels werden niet alleen door Cherokees gebouwd, maar waren een gebruikelijk verdedigingsmechanisme van verschillende culturen die in de buurt van de Mississippi leefden.
Sommige traditionele Cherokees noemen zichzelf de Ah-ni-ki-tu-wa-gi (wat in andere dialecten uit Oklahoma ook als Ki-tu-wa of Gi-du-wa geschreven wordt). Het gebruik van het voorvoegsel "gi" geeft aan dat het woord "ki-tu-wa" eigenlijk "een samenkomen of samenbrengen van het volk" betekent, aangezien de betekenis van "ki" (een affix dat de betekenis van het werkwoord verandert) in het Cherokee "combineren" is. De meeste van de huidige sprekers van het Cherokee kunnen dit woord niet meer vertalen, aangezien de betekenis ervan verloren is gegaan. Ki-tu-wa betekent in het oeroude dialect van de Ah-ni-ku-ta-ni "de moederstad" of "het centrum (het spirituele centrum)". Het woord Ki-tu-wa-gi betekent dan een religieuze of sociale samenkomst van het volk. Het eren van de moederstad was hetzelfde als het eren van Selu, de maïsmoeder in de groene-maïsceremonie, een concept waarvan de hele Cherokeecultuur doordrongen is.
Tijdens de groene-maïsceremonie die door de Cherokees werd uitgevoerd, is een van de dansen van oude oorsprong: Deze stamt uit de moederstad Keetoowah. Die dans heet "ye-lu-le", wat "naar het midden" betekent. Tijdens deze dans schreeuwen alle dansers "ye-lu-le" en bewegen ze zich naar het vuur in het midden van de heilige danskring. Deze dans symboliseert de verspreiding van het heilige vuur dat in oude legendes door de schepper en de donderwezens aan de Keetoowah is gegeven. Tijdens groene-maïsceremoniën in de traditionele Cherokeegemeenschap werden de kolen van het centrale vuur naar alle Cherokeegemeenschappen gedragen, en werden deze gebruikt om het ceremoniële vuur in iedere Cherokeestad of dorp aan te steken. De huisvuren in deze gemeenschappen werden dan gedoofd voor het begin van de ceremonie, en dan opnieuw aangestoken met kolen van het ceremoniële vuur.

## Geschiedenis
De UKB was de eerste door de federale overheid erkende groep Cherokees die het levenslicht zag nadat de Cherokee Nation door de commissie Dawes verdeeld was aan het begin van de 20e eeuw. Het was de opdracht van de commissie Dawes om assimilatie en uiteenvallen van de stamregeringen in Oklahoma te forceren door het concept van privégrondbezit te introduceren bij leden van de vijf beschaafde stammen. De commissie deelde grote stukken grond op in stamgebieden, in een poging om de traditionele regeringen van de Cherokee, die op dat moment gebaseerd waren op een socialistische regeringsvorm waarin de grond werd beheerd door de stamregering, uiteen te doen vallen. Ten gevolge van de programma's en het beleid van de commissie Dawes werd de Cherokeecultuur instabiel, en kwam het onder strenge controle te staan. Het werd gecontroleerd door stamhoofden die door de president aangewezen werden, die gereduceerd werden tot lagere ambtenaren, die de wil van de regering van de VS opdrongen aan individuele Cherokees, ter ondersteuning aan de pogingen van de federale overheid om assimilatie van de Cherokees te forceren.
Vele leiders en ouderlingen van de Cherokee vormden, als reactie op de "culturele erosie" die plaatsvond, een geheim genootschap, de Keetoowah Nighthawk Society, en beoefenden de samenkomsten en ceremoniën van het volk in het geheim, om censuur of represaille van de overheid te vermijden. Deze groep bewaarde veel van de cultuur, ceremoniën en geloofsstelsels van voor de Trail of Tears. Dit genootschap vormde de kerngroep die in 1946 de United Keetoowah Band of Cherokee Indians werd. Tegenwoordig zijn de Keetoowah Nighthawk Society en de UKB niet meer één enkele organisatie, maar zijn ze opgedeeld, aangezien veel UKB leden zich in de loop der tijd bij de Cherokee Nation aangesloten hebben, en het genootschap een stuk gegroeid is, met leden die zowel tot de Cherokee Nation als de UKB behoren.
Nadat de UKB erkend werd door de federale overheid, stelden ze beperkingen in met betrekking tot de hoeveelheid Indianenbloed die iemand moest hebben om lid te zijn, het zogenaamde bloedquantum, die hun deel in de betalingen van de regering aan stamleden vergrootten. De UKB hebben in hun geschiedenis meerdere malen pogingen gedaan om door rechtszaken en via het wetgevingsproces de controle over stamgrond te verkrijgen.
De Cherokee Nation werd in de jaren 70 opgericht door Cherokees van gemengd bloed die zich in de jaren 60 en 70 onrechtmatig behandeld voelden door de UKB. De UKB beschouwde slechts een klein deel van de Cherokeegemeenschap als leden, aangezien in de loop der tijd de Cherokees getrouwd waren met mensen die niet van indiaanse komaf waren, en langzaamaan geassimileerd raakten in de cultuur van Oklahoma. Het grootste gedeelte van de Cherokees en hun afstammelingen die in Oklahoma woonden waren geen lid van de UKB. De Cherokees van gemengd bloed en hun vertegenwoordigers dienden een petitie in bij de Verenigde Staten, en het congres herstelde hierna haar relatie met de moderne Cherokee Nation, waarvan ieder Cherokee lid kon worden, als zijn afkomst getraceerd kon worden vanaf de Land Rolls van de commissie Dawes.
De leiders van de UKB reageerden negatief op de vorming van de Cherokee Nation, en nog steeds zijn er spanningen tussen de UKB en de Cherokee Nation. Ironisch genoeg zijn veel Cherokee Nation burgers lid van beide stammen. De Cherokee Nation heeft het grootste aantal volbloed Cherokeeleden van alle door de federale overheid erkende stammen: Meer dan 30.000 geregistreerde volbloed Cherokees. Tijdens de vorming van de Cherokee Nation droeg het congres van de VS alle rechten op stamgrond en het recht van opvolging aan de Cherokee Nation over. De UKB bezat geen stamgrond, afgezien van een beperkt aantal stukken grond die in het bezit van families waren, en op het moment zijn ze gevestigd op stamgrond die in handen van de Cherokee Nation is, in de kelder van het UKB casino in Tahlequah, Oklahoma.